# Arméni (Réthymnon)
Arméni, en grec moderne : Αρμένοι, est un village du dème de Réthymnon, en Crète, en Grèce. Selon le recensement de 2011, la population d'Arméni compte 379 habitants. Le village est situé à une altitude de 380 m et à 10,5 km de Réthymnon.

## Recensements de la population
| Recensements | 1900 | 1920 | 1928 | 1940 | 1951 | 1961 | 1971 | 1981 | 1991 | 2001 | 2011 |
| ------------ | ---- | ---- | ---- | ---- | ---- | ---- | ---- | ---- | ---- | ---- | ---- |
| Population   | 424  | 353  | 383  | 392  | 513  | 410  | 401  | 337  | 310  | 313  | 379  |